# Владимировка (Мордовия)
 Владимировка  — село в Лямбирском районе Мордовии в составе  Александровского сельского поселения.

## География
Находится у северной границы города Саранск.

## История
Известно с 1894 года как деревня из 18 дворов

## Население
Постоянное население составляло 113 человек (русские 82%) в 2002 году, 112 в 2010 году .